# Zaraza Kocha
Zaraza Kocha (Orobanche centaurina Bertol.) – gatunek rośliny z rodziny zarazowatych (Orobanchaceae). Występuje w Europie i Azji, w Polsce rośnie w południowej części kraju. Jest pasożytem chabra driakiewnika.

## Zasięg występowania
Zasięg gatunku obejmuje środkową i południową Europę oraz południowo-zachodnią i środkową Azję na obszarze od Francji po zachodnie Chiny i Nepal.
W Polsce gatunek występuje na licznych stanowiskach w pasie wyżyn od Wyżyny Śląskiej po Wołyńską, poza tym obszarem znany jest z pojedynczych stanowisk na ziemi lubuskiej, z doliny Bugu i Warty.

## Morfologia

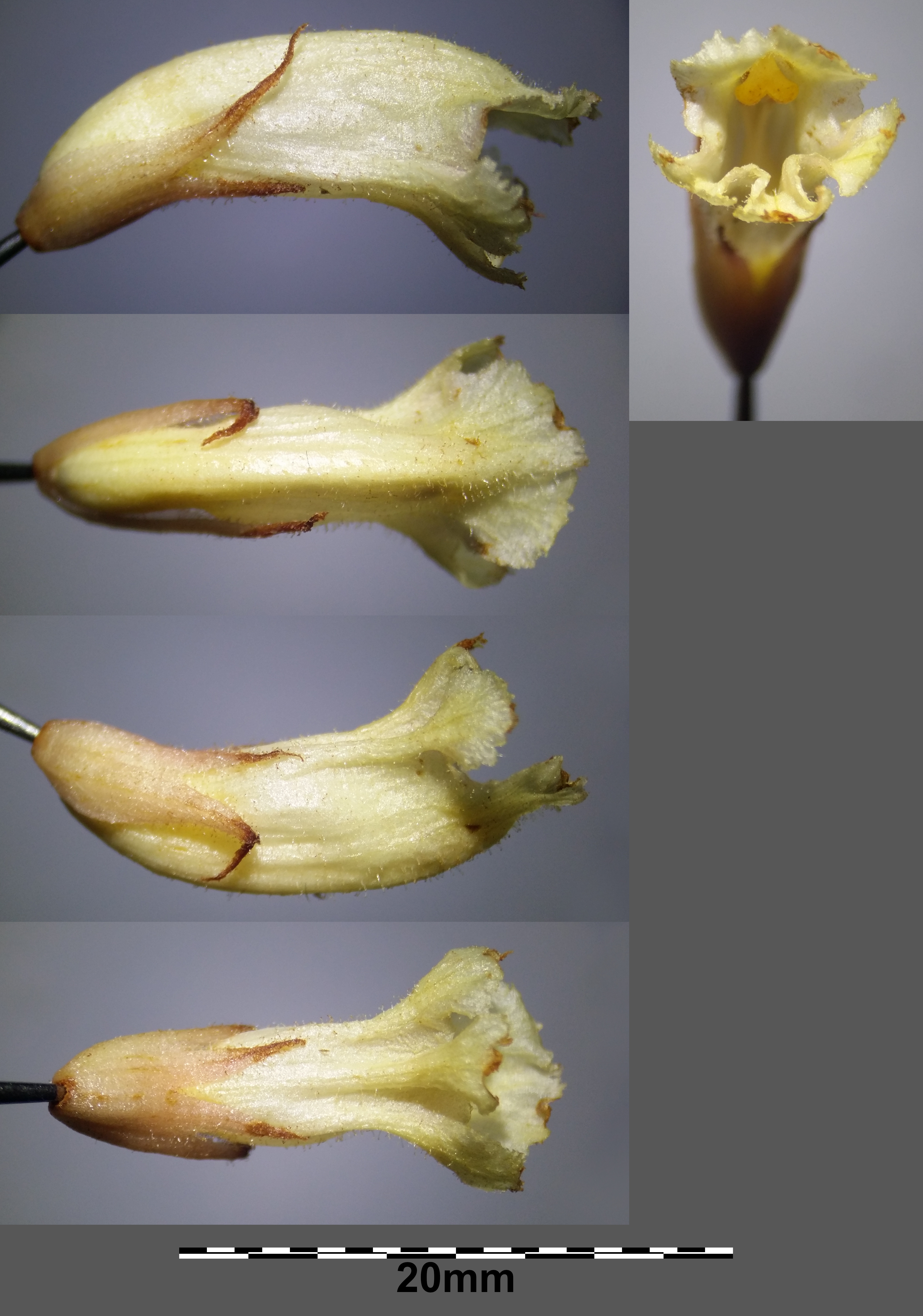
Kwiat

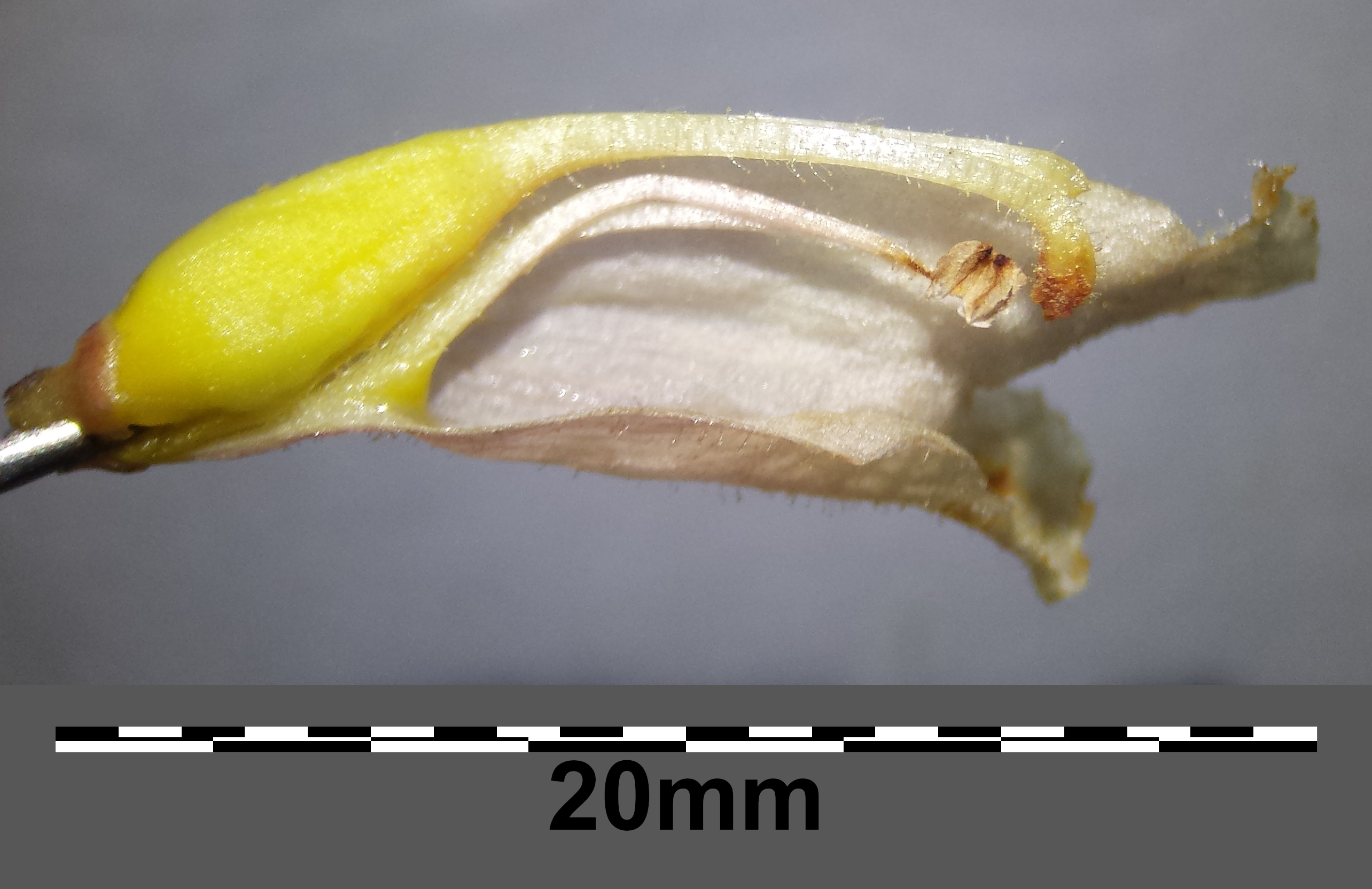
Pręciki i słupek wewnątrz kwiatu

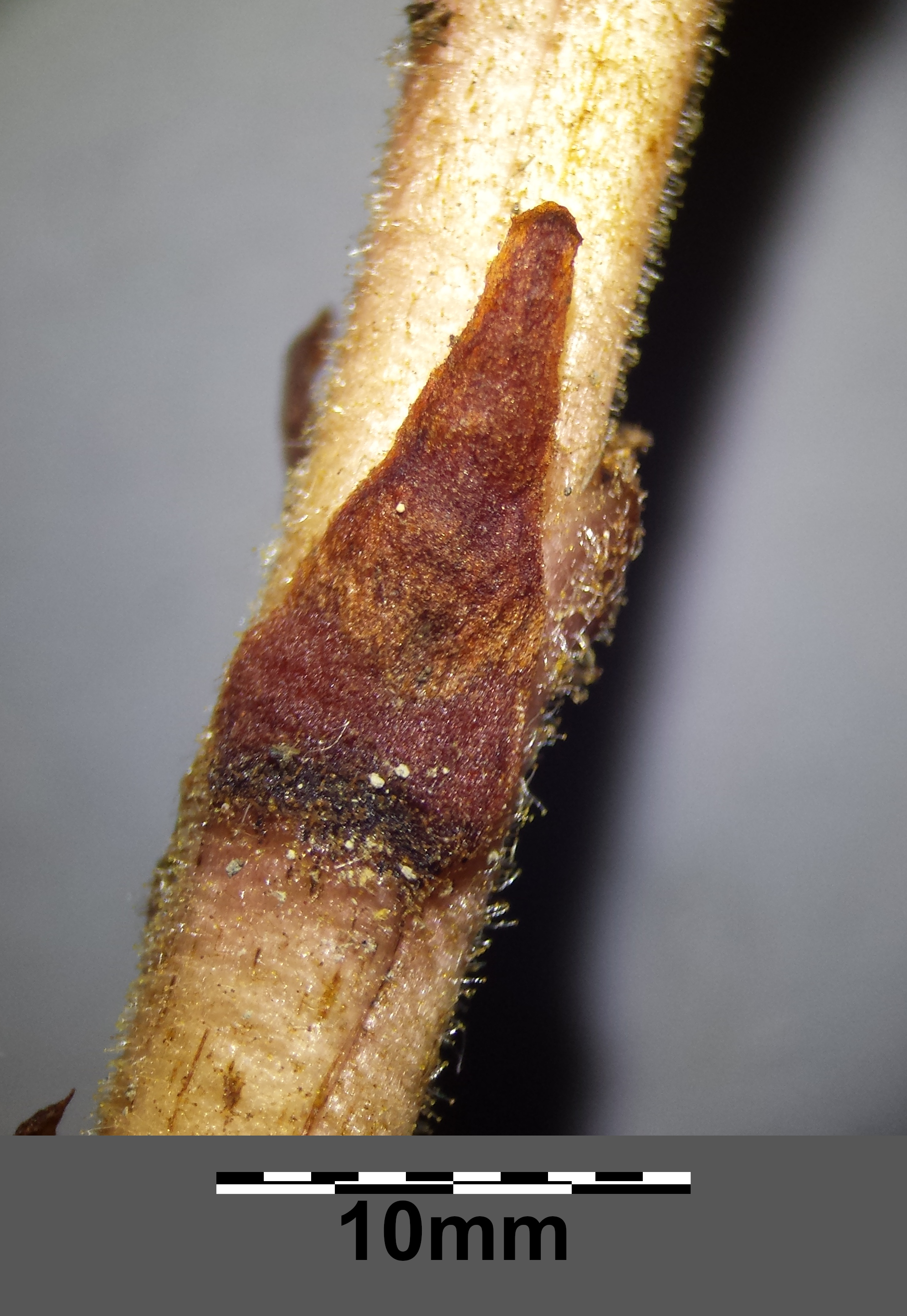
Liść

ŁodygaProsto wzniesiona, pojedyncza, o wysokości zazwyczaj 20–30 cm, rzadziej od 5 do 60 cm. Zwykle czerwona do białoróżowej, rzadko cały pęd cytrynowożółty (f. citrina). Łodyga jest tęga – w dole maczugowato rozszerzona i tu osiąga do 3 cm średnicy, w górze ma 0,5–0,8 cm średnicy.
LiścieZredukowane do bezzieleniowych, jajowatotrójkątnych łusek (zwłaszcza dolne mają szeroką nasadę). Osiągają od 15 do 22 mm długości i 5–6 mm szerokości u nasady, w dolnej części pędu są nieco krótsze i szersze.
KwiatyZebrane po 15–30 w zwężający się na szczycie, walcowaty kwiatostan, w dole luźny. Kwiaty grzbieciste, siedzące, wsparte przysadkami podobnej długości jak kwiaty lub krótszymi. Korony są zwykle jaśniejsze od łodygi, ale też czerwone do jasnoróżowej barwy (żółte u f. citrina). W środkowej części grzbietu korona jest prosta, zagina się tylko bliżej nasady i wierzchołka. Łatki na wardze dolnej są duże, łopatkowate i wgłębione, a na górnej szerokie, wzniesione. Nitki pręcików owłosione są tylko w dolnej części. Słupek jest słabo ogruczolony, na końcu szyjki słupka znajduje się dwułatkowe, żółte znamię.

## Biologia i ekologia
Bylina, geofit. Kwitnie od końca czerwca do końca sierpnia. Jest rośliną bezzieleniową i, jak wszystkie zarazy, pasożytem. Jej żywicielem jest chaber driakiewnik Centaurea scabiosa, rzadko także chaber nadreński C. stoebe i inne gatunki z rodzaju chaber. W południowej Europie i w Azji do grona żywicieli należą także rośliny z rodzaju przegorzan Echinops i Ptilostemon. Gatunek ten występuje w miejscach suchych i słonecznych, często na zboczach w murawach kserotermicznych, ciepłolubnych zaroślach i okrajkach leśnych, w wyrobiskach pokopalnianych i w siedliskach ruderalnych. Rośnie na glebach alkalicznych, rędzinach, czarnoziemach.

## Taksonomia i nazewnictwo

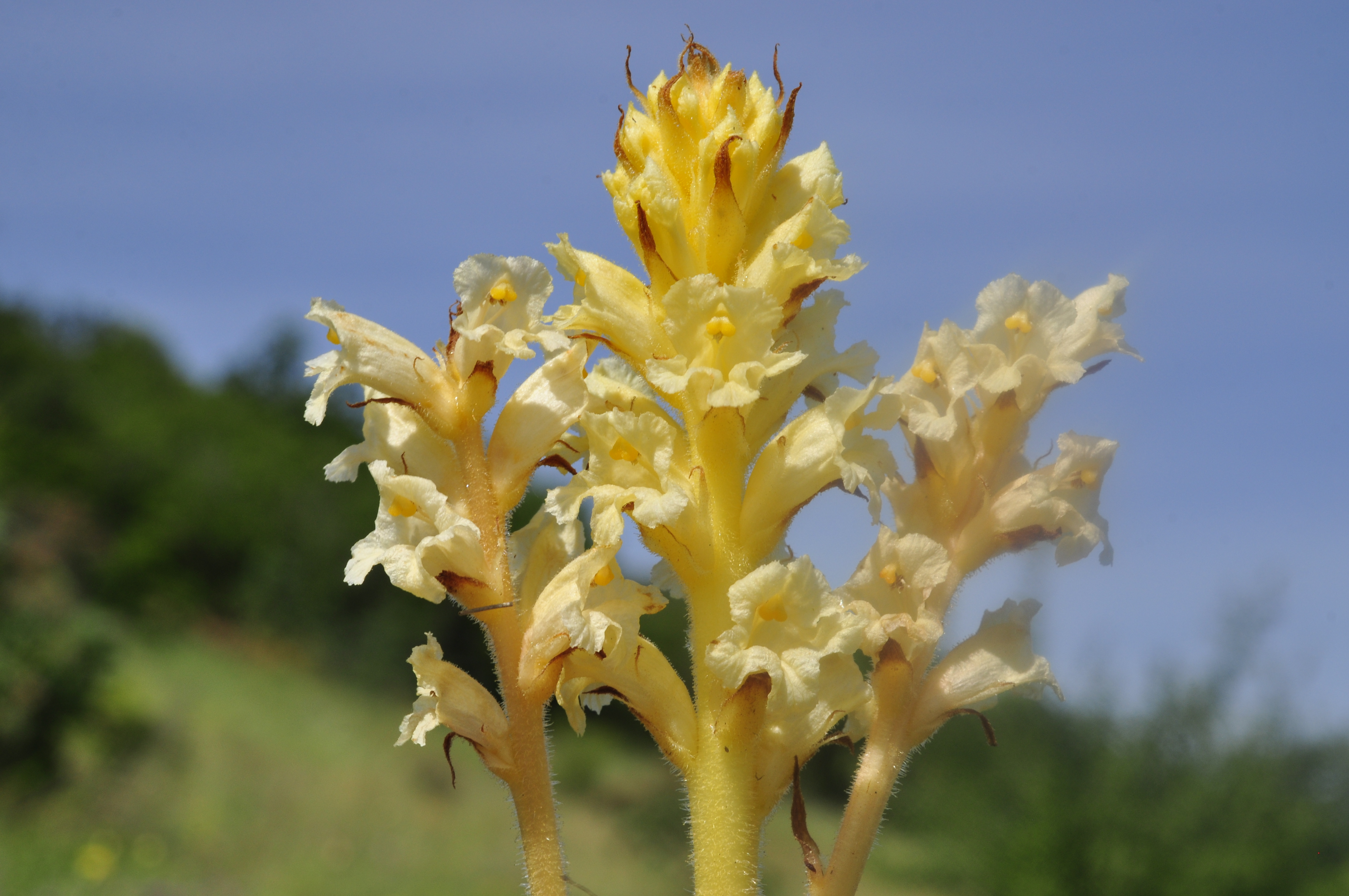
Okazy o żółtych pędach

Zarazy pasożytujące na chabrach, zwłaszcza driakiewniku, uznawane były przez długi czas za jeden gatunek – zarazę wielką Orobanche elatior (dawniej często też pod nazwą O. major). W 2010 roku wyodrębniono gatunek rozpoznany w diagnozie z 1847 i opisany jako Orobanche kochii (nazwa ta upamiętniała Wilhelma Daniela Josepha Kocha, 1771–1849). Odpowiednio utworzona została nazwa zwyczajowa gatunku – zaraza Kocha. W 2019 ogłoszono, że gatunek w istocie rok wcześniej opisał Antonio Bertoloni (1775–1869) pod nazwą Orobanche centaurina, stąd nazwa naukowa została zmieniona, aczkolwiek zwyczajowa została zachowana.
W obrębie gatunku opisano z Polski (z miejscem typowym we wsi Boria) formę citrina, u której łodyga i kwiaty są cytrynowożółte i tylko łuskowate liście i przysadki brązowe.

## Zagrożenia i ochrona
W latach 2004–2014 roślina była objęta w Polsce ścisłą ochroną, od 2014 roku podlega częściowej ochronie gatunkowej. Gatunek umieszczony jest na polskiej czerwonej liście w kategorii VU (narażony).